# Jyske Bank Boxen
Jyske Bank Boxen – hala sportowo-widowiskowa w Herning, w Danii. 
Odbywają się na niej koncerty, mecze koszykówki, siatkówki i piłki ręcznej.
W 2010 roku rozegrano na niej Mistrzostwa Europy w piłce ręcznej kobiet, a w 2014 roku odbędzie się turniej ME mężczyzn. W 2013 arena gościła siatkarzy na Mistrzostwa Europy. Na 2018 zaplanowano w hali turniej mistrzostw świata Elity mężczyzn w hokeju na lodzie.
1 października 2010 roku duński Jyske Bank wykupił prawa do nazwy. Hala została otwarta 20 października 2010 koncertem Lady Gagi.